# 细花八宝树
细花八宝树（学名：Duabanga taylorii）为海桑科八宝树属下的一个种。